# すがしま (掃海艇)
すがしま（ローマ字：JS Sugashima, MSC-681）は、海上自衛隊の掃海艇。すがしま型掃海艇の1番艇。艇名は菅島に由来する。

## 艦歴
「すがしま」は、平成7年度計画掃海艇381号艇として、日本鋼管鶴見製作所で1996年5月6日に起工され、1997年8月25日に進水、1999年3月16日に就役し、第2掃海隊群第2掃海隊（横須賀）に編入された。
2000年3月13日、掃海部隊の改編により、掃海隊群第3掃海隊（横須賀）に編入。
2004年3月24日、第3掃海隊が廃止となり、横須賀地方隊第41掃海隊に編入。
2011年3月11日に発生した東北地方太平洋沖地震による東日本大震災に対し、災害派遣のため横須賀から緊急出港する。
2012年3月21日、舞鶴地方隊第44掃海隊に編成替え。
2014年6月20日から6月29日、硫黄島周辺海域で平成26年度実機雷処分訓練に参加。
2016年6月17日から6月23日、硫黄島周辺海域で平成28年度実機雷処分訓練に参加。
2017年2月1日から2月10日、伊勢湾で平成28年度機雷戦訓練に参加。
2019年10月9日午前9時45分頃、京都府経ケ岬沖を航行中、右煙突付近から出火しているのを乗員が発見し、約20分後に消し止めた。
2021年、低視認性塗装（ロービジビリティー Low-visibility 略してロービジとも）へ塗装変更。その内容としては、煙突頂部の汚れを目立たなくするための黒帯の廃止、艦番号及び艦名の灰色化かつ無影化、艦橋上の対空表示（航空機に対し艦番号下2桁を表示するための塗装）の消去。
2022年5月24日16時頃、海上自衛隊は対馬の北東120kmの海域において、同海域を南西進する中国海軍ジャンカイⅡ級フリゲート1隻を、また、同日19時頃、隠岐島の北西約90ｋｍの海域において、同海域を南西進する中国海軍ジャンカイⅡ級フリゲート1隻を確認した。その後、これらの艦艇が対馬海峡を南西進し、東シナ海へ向けて航行したことを確認するまでの間、掃海艇「うくしま」及び第4航空群所属P-1哨戒機と共同し、情報収集・警戒監視を行った。なお、これらの艦艇は、5月22日及び23日に福江島西方海域及び対馬南西海域でミサイル艇「おおたか」と掃海艇「うくしま」、第4航空群所属P-1哨戒機、第5航空群所属P-3C哨戒機により確認され、その後、対馬海峡を北東進した艦艇と同一であった。
同年9月26日、航空自衛隊との救難訓練を実施した。空自からは救難教育隊所属の救難捜索機U-125A及び救難救助機UH-60Jが参加して、海・空自間の連携強化を図った。
2023年3月15日、除籍。就役期間中、地球約11周分を航海した。

## 画像

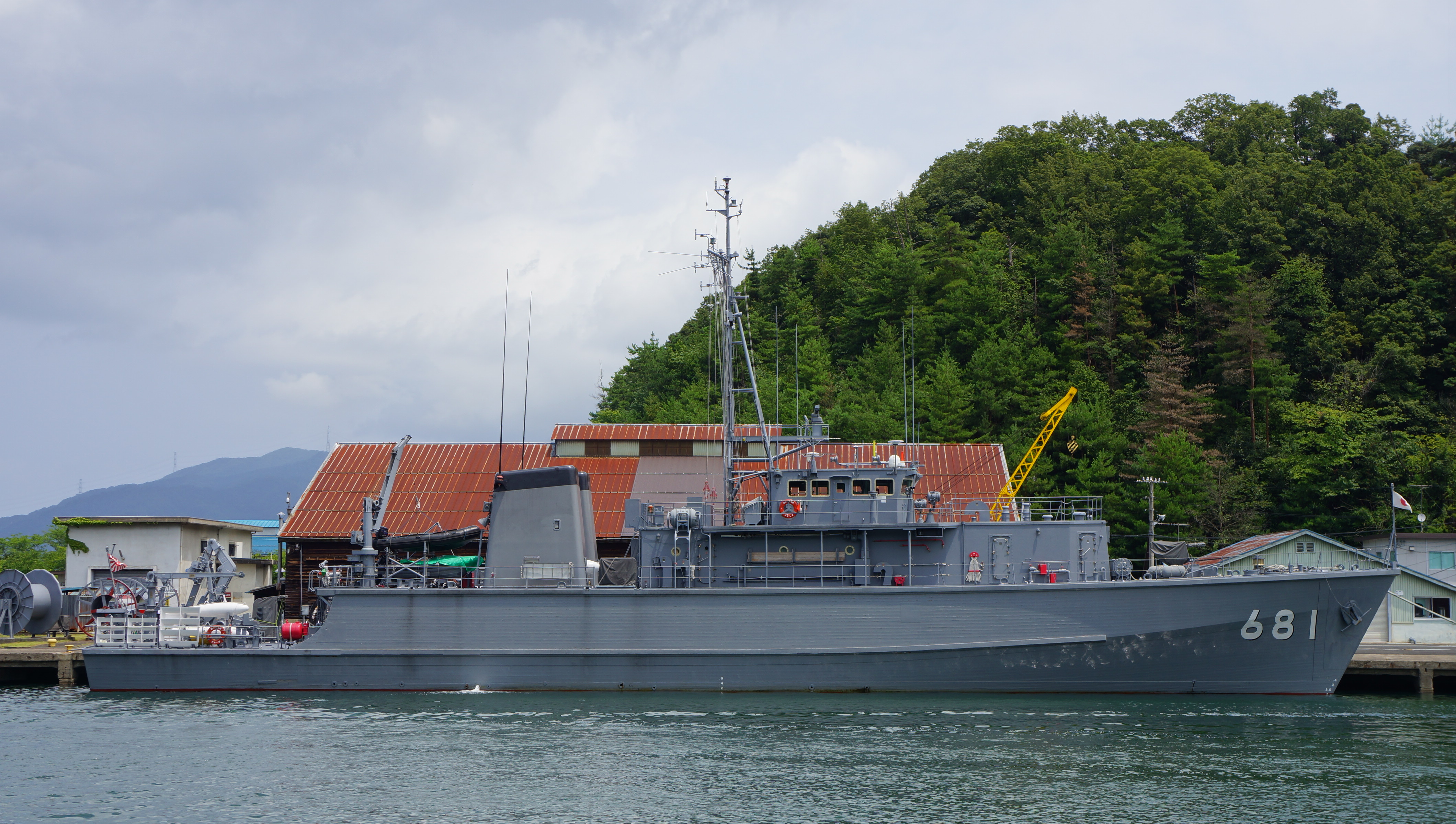
ロービジ塗装化以前の姿
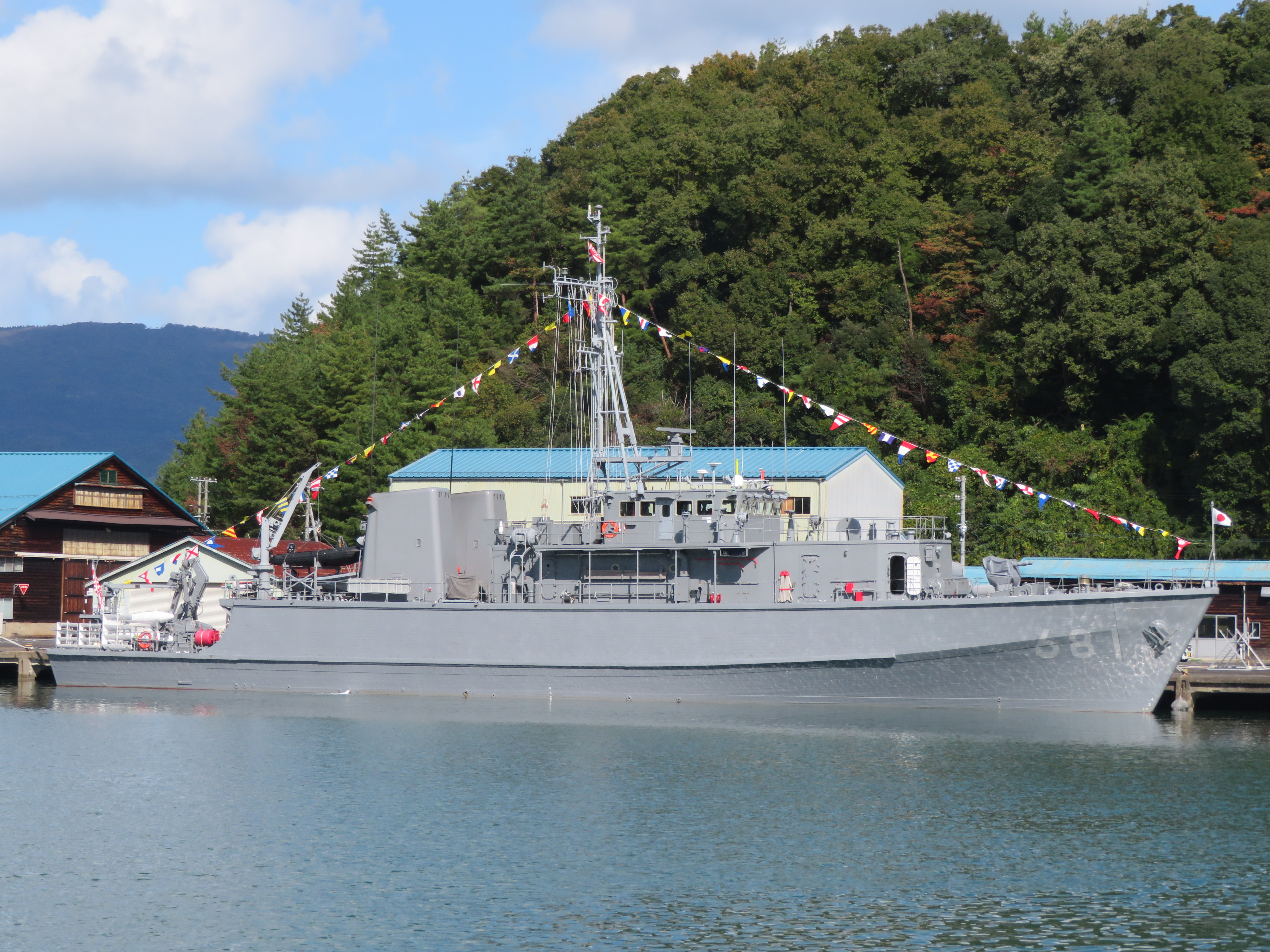
舞鶴における満艦飾（ロービジ塗装）
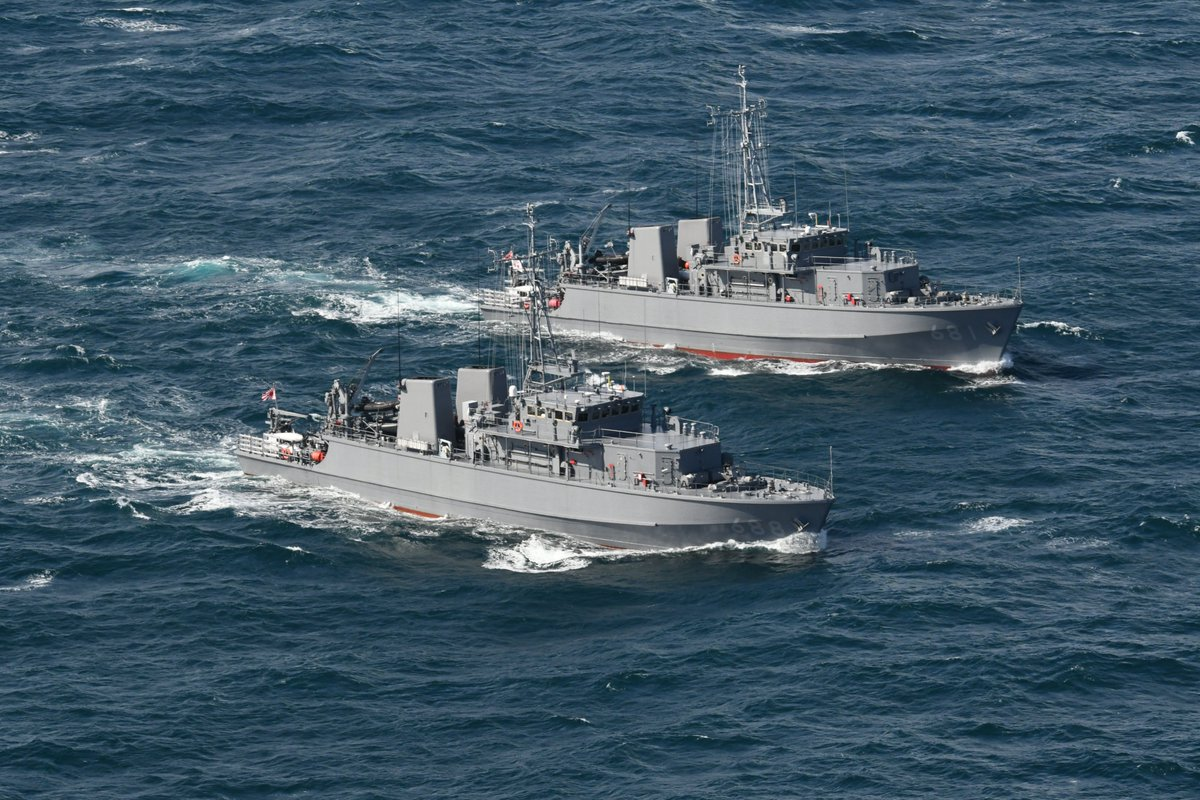
第44掃海隊の「すがしま」（奥）と「あいしま」
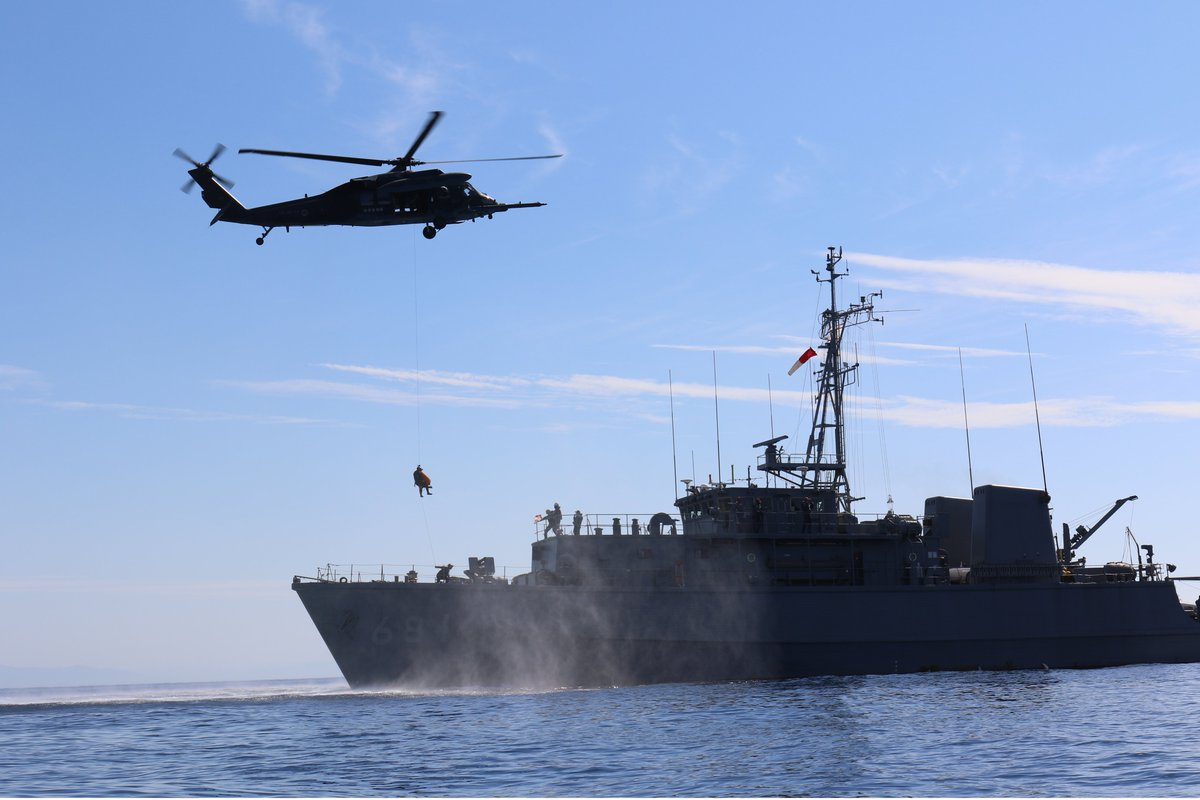
空自との救難訓練において、「すがしま」が救助した要救助者を収容するUH-60J